# Meriem Kouch
Meriem Kouch est une athlète marocaine. 

## Biographie
Meriem Kouch est médaillée d'argent du 5 000 mètres marche aux championnats d'Afrique 1990 au Caire.
Elle est sacrée championne du Maroc du 5 000 mètres marche en 1989, 1992, 1993 et 1994.